# Sila
 Ovo je glavno značenje pojma Sila. Za druga značenja pogledajte Sila (razdvojba).
Sila je vektorska fizikalna veličina (oznaka F) kojom se opisuje svaki utjecaj na promjenu oblika i strukture tijela, promjenu brzine tijela ili čestice, to jest međudjelovanje fizikalnih sustava ili međudjelovanje sustava i polja. Osnovna je mjerna jedinica sile njutn (N). Definirana je drugim Newtonovim zakonom gibanja:
{\displaystyle {\vec {F}}={\mathrm {d} {\vec {p}} \over \mathrm {d} t}}
kao promjena količine gibanja dp u vremenskom intervalu dt ili, pojednostavnjeno:
{\displaystyle F=m\cdot a}
pri čemu je m masa, a a ubrzanje ili akceleracija tijela na koje sila djeluje.
Tradicionalna fizika razlikuje četiri temeljne sile: gravitaciju, elektromagnetsku, slabu i jaku nuklearnu silu, a sve su ostale sile njihova posljedica. Jaka nuklearna sila djeluje među česticama koje sadrže kvarkove, drži nukleone i jezgre atoma na okupu, sto i više puta jača je od elektromagnetske sile, ali je kratka dosega (10−15 metara); posljedica je jake nuklearne sile na primjer alfa raspad. Slaba nuklearna sila slabija je od elektromagnetske, vrlo kratkoga dosega (10−17 m), a njezina je posljedica beta raspad (radioaktivnost). Gravitacija djeluje na masu sustava, električna sila djeluje na električki nabijena tijela i čestice, magnetska sila djeluje na feromagnetične materijale, magnete i električki nabijene sustave koji se gibaju. Posljedica su elektromagnetskih djelovanja među atomima i molekulama elastična sila (vraća sustave u ravnotežni položaj), kohezijska sila (drži atome i molekule tijela i tekućina na okupu), sila trenja (sila kojom se dva tijela u dodiru opiru gibanju) i drugo. Posljedica je gravitacijske sile na primjer sila teža (zbroj gravitacijske sile na površini Zemlje i centrifugalne sile zbog rotacije Zemlje) i uzgon (sila koja djeluje na tijela uronjena u fluid suprotno smjeru gravitacijske sile). Kontaktna sila posljedica je dodira dvaju sustava. Ako sustavi miruju, može biti aktivna (na primjer sila kojom knjiga pritišće stol) ili pasivna, reaktivna (na primjer sila kojom stol djeluje na knjigu). Može ovisiti o brzini relativnoga gibanja sustava u dodiru, na primjer sila trenja ili viskoznost (trenje unutar slojeva tekućine) i otpor zraka (trenje između tijela i čestica zraka).
Inercijska sila pojavljuje se unutar sustava koji se giba inercijski, to jest mijenja brzinu (na primjer sila koja prilikom kočenja automobila gura putnike prema naprijed, centrifugalna sila, koja odbacuje tijela od središta gibanja, Coriolisova sila, koja djeluje na tijela što se u sustavu koji se vrti gibaju koso (pod kutom) u odnosu na os rotacije na primjer na oblake iznad površine Zemlje.
U modernoj se fizici pojam sile izbjegava i govori se o međudjelovanjima. Gravitacija je deformacija prostor-vremena izazvana masama, a ostala međudjelovanja pokušavaju se interpretirati jedinstvenom teorijom.

## Sastavljanje dviju ili više sila
Iako se vektorski račun razvijao tek u 18. i 19. stoljeću, postupak zbrajanja sila po pravilu paralelograma bio je navodno poznat još u antičko doba, a eksplicitno ga spominju i Galileo i Newton. Na skici desno prikazano je zbrajanje sila {\displaystyle \scriptstyle {\vec {F}}_{1}} i {\displaystyle \scriptstyle {\vec {F}}_{2}}. Sile su prikazane kao usmjerene dužine: strelica označava smjer sile, a duljina usmjerene dužine proporcionalna je iznosu sile (npr. 1 cm predstavlja 1 N). Zbroj {\displaystyle \scriptstyle {\vec {F}}} tih dviju sila nacrtan je kao dijagonala paralelograma (lijevi dio skice), što je i intuitivno razumljivo: da bi sila {\displaystyle \scriptstyle {\vec {F}}} opisala zajednički učinak tih sila (što je smisao zbrajanja), njezin smjer mora biti bliže smjeru veće sile {\displaystyle \scriptstyle {\vec {F}}_{2}}, a iznos veći od iznosa {\displaystyle \scriptstyle {\vec {F}}_{2}} jer i {\displaystyle \scriptstyle {\vec {F}}_{1}} pomaže vući u tome "općem" smjeru (na prikazanoj skici).
No, za razliku od približne intuitivne ocjene, pravilo paralelograma daje precizan rezultat, što je lako provjeriti mjerenjem učinka sila. Taj se rezultat može približno očitati sa skice, ili na temelju skice točno izračunati (pomoću elementarne trigonometrije).
Korisno je uočiti da se, umjesto po paralelogramu, isti rezultat može dobiti "nadovezivanjem" (desni dio skice), pri čemu je svejedno koja se usmjerena dužina premjesti (nadoveže) na kraj one druge. To mogućuje jednostavnije zbrajanje većeg broja sila (nadovezuju se jedna na drugu, a zbroj je usmjerena dužina koja "ide" od početka prve do kraja zadnje). U donjem dijelu skice ilustrirano je zbrajanje nadovezivanjem za sile koje su u istom i u suprotnom smjeru.
Rastavljanje sile na komponente je obrnutii postupak od zbrajanja. Za paralelogram sila sa skice može se smatrati i da prikazuje rastav sile {\displaystyle \scriptstyle {\vec {F}}} na komponente {\displaystyle \scriptstyle {\vec {F}}_{1}} i {\displaystyle \scriptstyle {\vec {F}}_{2}} (ako se polazi od poznate sile {\displaystyle \scriptstyle {\vec {F}}}  i traže njezine komponente u promatranim smjerovima). Rastavljanje sila na komponente često je potrebno za razumijevanje njihova učinka i reakcije okoline, a i znatno olakšava račun.
Za ilustraciju kako se međudjelovanje opisuje silama, na skici desno prikazano je kotrljanje kugle niz kosinu (uz najjednostavnije modeliranje sila). Zemlja privlači kuglu silom {\displaystyle \scriptstyle {\vec {G}}} (to je težina kugle). Kugla se ne može gibati u tome smjeru jer se nalazi na podlozi, pa pritišće podlogu (skica prikazuje samo sile koje djeluju na kuglu, pa sila pritiska nije prikazana; ona je jednaka komponenti težine koja je okomita na podlogu). Podloga na pritisak uzvraća silom {\displaystyle \scriptstyle {\vec {N}}}  koja se naziva normalnom reakcijom podloge. Zbroj težine i normalne reakcije podloge je sila koja ubrzava kuglu niz kosinu; ta sila (nije nacrtana) je zapravo komponenta težine koja je paralelna s 
podlogom. No, njoj se protivi trenje {\displaystyle \scriptstyle {\vec {T}}} koje umanjuje translacijsko ubrzanje kugle niz kosinu, ali zato kugli daje kutno ubrzanje, pa se kugla kotrlja bez proklizavanja (što je usklađena istovremena rotacija i translacija).
Iako to nije nužno za proračun gibanja kugle niz kosinu, u detaljnijoj analizi moglo bi se promatrati kako se na mjestu kontakta deformira podloga (a i sama kugla) zbog sila kojima međusobno djeluju. U još detaljnijoj analizi moglo bi se (barem u načelu) razmatrati kakvim silama prilikom te deformacije međusobno djeluju pojedine molekule i atomi od kojih se satoje kugla i podloga, te koja je priroda tih sila i u kavoj su one vezi s elementarnim česticama od kojih su atomi građeni.
Fizika dvadesetog stoljeća pokazala je da se sve vrste sila mogu razložiti na četiri fundamentalne sile koje djeluju na elementarne čestice (vidi odlomak o fundamentalnim interakcijama na kraju ovog članka). Analizom interakcija na toj razini bavi se fizika elementarnih čestica. Nasuprot tome, ovaj članak bavi se uglavnom uvodnim razmatranjem pojma sile kakav je ranije izgradila klasična mehanika, i koji se i danas jednako koristi u tome području i u mnogobrojnim tehničkim primjenama. Promatra se djelovanje sila (bez obzira na to koje su vrste) na različite materijalne objekte, čija nas stvarna atomska struktura ne zanima, već samo razlikujemo makroskopska tijela od mikroskopski sitnih objekata koji se nazivaju česticama (a ne misli se na elementarne čestice, nego na bilo kakve vrlo male komadiće tvari).

## Djelovanje sile na česticu
Čestica je u klasičnoj mehanici komadić materije vrlo malih dimenzinja (u promatranom kontekstu), čija nas unutarnja struktura ne zanima, i čiji položaj možemo dobro opisati samo jednom točkom. Kad sila djeluje na česticu, ona djeluje upravo u toj točki. Sila čestici daje ubrzanje (što je preciznije opisano drugim Newtonovim aksiomom). Ako na česticu djeluje više sila, njezino ubrzanje se računa pomoću ukupne sile koja se dobije vektorskim zbrajanjem svih sila.

## Djelovanje sile na tijelo
Tijelo se u klasičnoj mehanici može opisati kao skup ogromnog broja međusobno povezanih čestica (pri čemu je svejedno da li su to atomi, molekule ili neke "apstraktne" čestice). Sile kojima okolina djeluje na tijelo nazivaju se vanjskim silama (pridjev "vanjski" izostavlja se ako je iz konteksta jasno o kojim se silama radi). Kad vanjska sila djeluje na tijelo, ona može zahvatiti veći ili manji broj njegovih čestica, a njezino djelovanje prenosi se na druge čestice tijela zahvaljujući vezama među česticama tijela. Te unutarnje veze su također sile, koje se nazivaju unutarnjim silama (preciznije: ako vanjska sila mijenja razmake između molekula odnosno atoma tijela, elektromagnetske sile među njima suprotstavljaju se tim promjenama - no, takvo preciziranje nije potrebno za klasično-mehanički opis).
Djelovanje vanjske sile može imati nekoliko učinaka na slobodno tijelo:
1. Neovisno o tome kako i gdje zahvaća tijelo, sila daje ubrzanje njegovom centru masa kako je preciznije opisano drugim Newtonovim aksiomom.
2. Osim ubrzanja centra masa, sila može tijelu davati i kutno ubrzanje, što ovisi o tome gdje sila zahvaća tijelo. Slobodno tijelo neće dobivati kutno ubrzanje samo kada pravac rezultantne sile prolazi kroz njegov centar masa.
3. Osim toga, sila može izazvati promjenu oblika (deformaciju) tijela koja se sastoji od promjene udaljenosti među (nekim) česticama tijela, što ovisi o tome kako i gdje sila zahvaća tijelo. Sila može zahvaćati sve čestice tijela (takva se sila ponekad naziva volumenskom ili masenom silom); ako na isti način djeluje na svaku od njih (kao npr. homogeno gravitacijsko polje), neće izazvati nikakvu deformaciju. No, ako sila zahvaća samo dio tijela, ona uvijek izaziva izvjesnu deformaciju; pritom se, u najgrubljoj podjeli, mogu razlikovati sljedeći slučajevi:

- Deformacija tijela je neznatna: ili se praktično ne opaža, ili je zanemariva (irelevantna) u promatranom kontekstu. Tada se kaže da je to tijelo kruto tijelo. (Model krutog tijela je najjednostavnija aproksimacija pomoću koje počinje svako tumačenje djelovanja sila na tijelo.)
- Deformacija je elastična: promjeni oblika opiru se unutarnje sile koje tijelo mogu vratiti u prvobitni oblik nakon prestanka djelovanja vanjske sile.
- Deformacija je plastična: promjena oblika je nepovratna jer je deformacija premašila granice elastičnosti materijala (a daljnje deformiranje može uzrokovati kidanje tijela).

Detaljnijim proučavanjem deformacija bave se različite discipline kao što su nauka o čvrstoći, teorija elastičnosti, mehanika kontakta itd. Deformacije najčešće izazivaju sile koje djeluju na mjestu dodira dvaju tijela (kontaktne sile). Ako dodir zahvaća značajan dio površine tijela, za kontaktne sile se koristi i naziv površinske sile i često se opisuju pomoću tlaka (prosječni tlak je omjer površinske sile pritiska i površine na koju ona djeluje).
Ovdje se dalje ne promatraju deformacije tijela, već samo oni aspekti djelovanja sile koji se odnose na promjenu gibanja tijela. Nijh je najjednostavnije opisati ako se pretpostavlja da sile djeluju na kruto tijelo.

## Djelovanje sile na kruto tijelo
Budući da nema deformacija, učinak sile na slobodno kruto tijelo svodi se na ubrzanje njegova centra masa te na eventualno kutno ubrzanje tijela. Ako na tijelo djeluje više sila, njih je dovoljno samo vektorski zbrojiti da bi se ubrzanje centra masa izračunalo pomoću ukupne sile. No, za kutno ubrzanje treba izračunati i momente tih sila (vidi u daljnjem tekstu).
Ako tijelo nije slobodno, kaže se da je vezano. To znači da je u kontaktu s nepomičnom okolinom, koji može biti ostvaren na više različitih načina: npr. oslanja se na podlogu (u koju ne može prodirati nego samo klizati po njoj), ili je postavljeno na čvrstu osovinu (koju ne može pomaknuti nego samo rotirati oko nje) itd. Vanjskim silama koje pokušavaju ubrzati tijelo (u ovom kontekstu kaže se da su to aktivne sile) suprotstavljaju se reakcije veza koje ograničavaju ili sprečavaju učinak aktivnih sila. Da bi se odredila promjena gibanja tijela, treba ravnopravno zbrojiti aktivne i reaktivne sile i njihove momente.

### Model koncentrirane (točkaste) sile
Sila koja djeluje na česticu, djeluje u jednoj točki (jer je volumen čestice zanemariv), te se može smatrati da je to koncentrirana sila. Vanjska sila koja djeluje na tijelo može zahvatiti manji ili veći broj njegovih čestica, pa je "razmazana" po nekom volumenu ili površini. No, za opis rotacijskog učinka sile potrebno je znati "u kojoj točki sila djeluje". Problem se tipično rješava na jedan od sljedeća dva načina:
- Često je područje koje sila zahvaća razmjerno malo u odnosu na ukupne dimenzije tijela, pa ga možemo dovoljno dobro opisati kao jednu točku. Nije teško ustanoviti da li je pogreška koja nastaje takvom aproksimacijom prihvatljiva.
- Ako je takva aproksimacija neprihvatljiva (npr. očito je besmislena za težinu koja djeluje po ukupnom volumenu tijela), treba "razmazanu" silu promatrati kao skup sila od kojih svaka djeluje na pojedinu česticu tijela, te provesti račun za svaku od njih. U praktičnom se računu, umjesto na ogroman broj diskretnih čestica, tijelo dijeli na diferencijalne elemente volumena (ili se njegova ploha dijeli na diferencijalne elemente površine, kod kontaktnih sila) da bi se iskoristile prednosti diferencijalnog računa. A nerijetko se može pokazati da je taj skup sila lako zamijeniti (po učinku na kruto tijelo) samo jednom koncentriranom silom i bez stvarnog računa (kao što je slučaj upravo kod težine).

U svakom slučaju, analiza gibanja krutog tijela uvijek može poći od modela koncentriranih sila, od kojih svaka na tijelo djeluje samo u jednoj točki.

### Hvatište sile
Hvatište sile je točka u kojoj sila djeluje na tijelo (zahvaća tijelo). Ta definicija podrazumijeva da se radi o koncentriranoj sili. Kad se djelovanje sile na tijelo grafički prikazuje pomoću usmjerene dužine, početak dužine (ili njezin kraj, tj. strelica) postavlja se u hvatište.

### Sila kao klizni vektor
Polazeći od opisanih aproksimacija, skica desno ilustrira djelovanje sile na slobodno kruto tijelo. Sila {\displaystyle \scriptstyle {\vec {F}}} je jedina sila koja djeluje na tijelo, i zahvaća ga u točki H (hvatište sile). Tijelo ima masu {\displaystyle \scriptstyle m}, a njegov centar masa je u točki C. Sila uzrokuje promjenu gibanja tijela koja je (uz pretpostavku konstantne mase tijela) opisana izrazima:
{\displaystyle {\vec {a}}={{\vec {F}} \over m}}   je ubrzanje centra masa;      {\displaystyle {\vec {\alpha }}={{\vec {M}} \over I}}   je kutno ubrzanje tijela.
U drugoj formuli {\displaystyle \scriptstyle {\vec {M}}} je moment sile, dok je {\displaystyle \scriptstyle I} moment inercije tijela. Moment sile u ovom slučaju treba računati u odnosu na centar masa tijela:
{\displaystyle {\vec {M}}={\vec {r}}\times {\vec {F}}}   je vektor momenta sile;      {\displaystyle \ M=Fk}   je iznos momenta sile.
Kako se vidi sa skice, {\displaystyle \scriptstyle {\vec {r}}} je vektor položaja hvatišta sile u odnosu na centar masa, dok je {\displaystyle \scriptstyle k} udaljenost centra masa od pravca duž kojega djeluje sila {\displaystyle \scriptstyle {\vec {F}}} (i zove se "krak sile"). Odatle se vidi da bi sila imala isti moment (pa bi tijelu davala isto kutno ubrzanje) i kad bi joj se hvatište nalazilo bilo gdje drugdje na tome pravcu (jer to ne utječe na iznos kraka sile). Zato se ponekad kaže da je sila klizni vektor: njezin učinak na kruto tijelo ne mijenja se ako joj se hvatište pomiče (kliže) duž pravca sile.
Vektor momenta sile okomit je na ravninu koju određuju sila i krak; na prikazanoj skici okomit je na ravninu crteža i usmjeren prema nama; vektor kutnog ubrzanja ima isti smjer. U ravnini skice ubrzanje je naznačeno kružnom strelicom, suprotnog simisla od kazaljke na satu; vezu između smjera vektorske veličine i ravninskog zakretanja daje pravilo desne ruke.
Moment inercije {\displaystyle \scriptstyle I} računa se oko osi kroz centar masa koja je paralelna s momentom sile (ovdje je okomita na ravninu skice). Ako skica prikazuje homogenu kružnu ploču, lako se pokaže da je taj moment inercije {\displaystyle \scriptstyle I=mr^{2}/2}. Ako ploča ima masu od 0,5 kg, te radijus od 0,8 m, moment inercije je 0,16 kgm2. Ako sila iznosi 2 N, a krak sile 0,6 m, moment sile iznosi 1,2 Nm. U trenutku prikazanom na skici, ta sila daje ploči kutno ubrzanje α = M/I = 7,5 rad/s2, a njezinom centru masa translacijsko ubrzanje a = F/m = 4 m/s2.

### Rezultanta
Rezultanta (ili rezultantna sila) dviju ili više sila (ako postoji) je sila koja u cijelosti može zamijeniti njihov učinak na gibanje krutog tijela. (Rezultanta ne može zamijeniti sile u pogledu deformacija.) Rezultanta nekog skupa sila određuje se u dva koraka:
1. Najprije se vektorskim zbrajanjem promatranih sila dobiva "zbroj sila" ili "ukupna sila", koja će uzrokovati isto ubrzanje centra masa tijela kao i sve promatrane sile zajedno. To je uvijek moguće (uključujući i slučaj da je iznos ukupne sile jednak nuli).
2. Potom treba odrediti hvatište rezultante tako da ona tijelu daje isto kutno ubrzanje kao i sve te sile zajedno, što znači da moment rezultante mora biti jednak zbroju njihovih momenata:

{\displaystyle {\vec {r}}\times {\vec {F}}_{R}=\sum _{i=1}^{N}({\vec {r}}_{i}\times {\vec {F}}_{i})}
gdje je {\displaystyle \scriptstyle {\vec {F}}_{R}} zbroj sila (iz prvog koraka), koji će se zvati rezultantom tek kada se odredi njezino hvatište, opisano vektorom položaja {\displaystyle \scriptstyle {\vec {r}}} ; pojedina sila označena je sa {\displaystyle \scriptstyle {\vec {F}}_{i}}  a vektor položaja njezinog hvatišta sa {\displaystyle \scriptstyle {\vec {r}}_{i}}. Svi momenti se računaju u odnosu na istu točku, a ona se može proizvoljno odabrati.
Određivanje položaja hvatišta rezultante neće dati jednoznačan rezultat, jer je sila klizni vektor. Računski je najjednostavnije odrediti vektor položaja hvatišta koji je okomit na silu, tj. podudara se s krakom sile. Grafičko određivanje rezultante u tipičnim jednostavnim slučajevima prikazano je na skici dolje.
Lijevi dio skice prikazuje dvije sile čiji se pravci sijeku (kaže se: konkurentne sile). Njihov zbroj (dobiven nadovezivanjem, tanka isprekidana usmjerena dužina) postaje rezultanta kad se postavi na pravac koji prolazi sjecištem njihovih pravaca. Obrazloženje je očigledno: u odnosu na zajedničko sjecište, moment svake sile iznosi nula, pa je moment rezultante trivijalno jednak zbroju momenata.
Srednji dio skice prikazuje dvije paralelne sile i njihovu rezultantu. Položaj pravca rezultante određen je tzv. metodom verižnog poligona. (Sile se zbroje nadovezivanjem; iz proizvoljne točke povuku se linije do "početka" i "kraja" svake sile u tome zbroju; svaka sila, uključujući i rezultantu, time je rastavljena na po dvije komponente duž konkurentnih linija; te komponente treba redom paralelno premjestiti tako da se na pravcu svake sile sijeku one njezine dvije, a počinje se iz proizvoljne točke na pravcu "prve" sile; pravac rezultante prolazi kroz sjecište prve i zadnje komponente.)
Desni dio skice prikazuje dvije sile koje nemaju rezultante, a kaže se da čine spreg sila.

### Spreg sila
Spreg sila (ili par sila) čine dvije sile jednakog iznosa a suprotnog smjera koje ne leže na istom pravcu. Njihov vektorski zbroj iznosi nula, ali ne i zbroj njihovih momenata. Zato se ne može reći da je njihova rezultanta nula, jer rezultanta treba opisivati ukupni učinak sila na kruto tijelo. Moment sprega sila iznosi
{\displaystyle \ M=F\cdot d}
gdje je {\displaystyle d} udaljenost između njihovih pravaca. Za razliku od momenta pojedine sile, moment sprega ne ovisi o točki u odnosu na koju se računa. Zato se ponekad kaže da je to "čisti moment".

## Vrste sila
U pojedinim područjima primjene ponekad se koriste podjele sila na različite vrste koje često nemaju "dubljeg" fizikalnog značenja, ali su prikladne u promatranom kontekstu. Većina naziva za sile istaknutih masnim slovima u prethodnom tekstu spada u takve kontekstualne podjele. Primjerice, razvrstavanje sila na aktivne i reaktivne ima smisla kada je sloboda gibanja tijela ograničena vezama s nepomičnom okolinom (koja na "aktivne" sile uzvraća "silama reakcije"), ali bi bila posve besmislena u kontekstu sudara dvaju slobodnih tijela (jer tu nema kriterija po kojemu bi jedno tijelo bilo "aktivno" a drugo "reaktivno").
Na sličan način treba razumjeti i podjelu na tangencijalne sile i normalne sile. Ona nije usmjerena na fizikalnu prirodu sila, nego na njihov učinak na gibanje. Pridjev "tangencijalna" samo označava da pravac sile (ili njezine komponente) leži na tangenti na putanju, te zato sila izaziva promjenu iznosa brzine. Pravac "normalne" sile okomit je na putanju (ili smjer mogućeg gibanja), pa može utjecati samo na promjenu smjera brzine. Kod gibanja po kružnici, za normalnu silu koristi se naziv centripetalna sila, zato što je usmjerena prema središtu kružnice.
Posebnu klasu, međutim, čine inercijalne sile. One ne postoje u referentim sustavima koji su definirani prvim Newtonovim zakonom gibanja (ti se sustavi odlikuju svojstvom da u njima zakoni mehanike imaju najjednostavniji oblik, a nazivaju se inercijalnim ili neubrzanim sustavima). Zbog toga se inercijalne sile još nazivaju i lažnim silama ili pseudosilama. No, u ubrzanim sustavima opažaju se te dodatne sile, koje zahvaćju tijelo slično kao i gravitacijska sila (proporcionalno masi tijela): u vozilu koje koči inercijalna sila vuče tijelo naprijed, u rotirajućem sustavu centrifugalna sila je inercijalna sila koja vuče tijelo dalje od osi rotacije itd.
Prema dosadašnjim opažanjima, sve "stvarne" sile (dakle, bez inercijalnih) mogu se u detaljnoj fizikalnoj analizi reducirati na samo četiri vrste, koje se nazivaju fundamentalnim interakcijama.

### Fundamentalne interakcije
Četiri vrste fundamentalnih interakcija su:

1.	Gravitacijska sila,

2.	Elektromagnetska sila,

3.	Slaba nuklearna sila, te

4.	Jaka nuklearna sila.
Prve dvije su odavno poznate i lako se opažaju i na velikim udaljenostima. Druge dvije se opažaju samo na malim udaljenostima, otprilike u razmjerima atomske jezgre, otkrivene su tek u prošlom stoljeću (i dobile su prilično nemaštovita imena). Jaka nuklearna sila snažno djeluje među kvarkovima – česticama od kakvih su građeni protoni i neutroni – pa dakle i među protonima i neutronima. Slaba djeluje među kvarkovima i leptonima (od kojih je opće poznat samo elektron) pa se opaža npr. kod beta radioaktivnog raspada.
Uočite da su do prije par stoljeća električna i magnetska sila promatrane kao posve nezavisne sile. Tek su u 19. stoljeću do kraja opisane veze među njima, i postalo je jasno da se radi o različitim manifestacijama jedne te iste sile.
Na sličan način (iako malo kompliciraniji), povezane su sredinom 20. stoljeća elektromagnetska i slaba nuklearna sila, te je uveden i zajednički naziv elektroslaba sila.
Od tada se, dakako, istražuje mogućnost da su sve četiri gore navedene sile zapravo samo različite manifestacije jedne univerzalne kozmičke sile. Danas je općenito prihvaćena teorija da zadnje tri s popisa (sve osim gravitacije) doista imaju zajedničko ishodište. One se manifestiraju kao jedinstvena sila, ali samo pri mnogo većim gustoćama energije nego što ih danas nalazimo u prirodnom okolišu.
Gravitacijska se sila od ostalih izdvaja svojom specifičnom prirodom koju je otkrila opća teorija relativnosti. Zbog toga su malo vjerojatni izgledi da bi se s njima mogla "ujediniti", iako ima i takvih teorijskih pokušaja.
Dakako, ne može se isključiti mogućnost postojanja i drugih vrsta sila koje ljudi još nisu opazili, i pored visokog stupnja suglasnosti oko fizikalnih modela koji se oslanjaju na četiri navedene interakcije. Neke alternativne ili hipotetičke opcije pod nazivom peta sila spominju se u posljednje vrijeme u različitim kontekstima, npr. tumačenja tamne energije, ili istraživanja sudara ubrzanih čestica.